# Sun Yanan
Sun Yanan (kinesiska: 孙亚楠; pinyin: Sūn Yànán), född 15 september 1992 i Liaoning, är en kinesisk brottare.
Sun tog OS-brons i flugvikt i samband med de olympiska tävlingarna i brottning 2016 i Rio de Janeiro. Vid olympiska sommarspelen 2020 i Tokyo tog hon silver i 50 kg-klassen.